# あのとき僕たちは (永田英二の曲)
「あのとき僕たちは」は、1970年11月25日に東芝レコードから発売された永田英二の4枚目のシングルである。

## 概要
ジャケット写真で一緒に写っている幼女は、4歳になって間もない藤島ジュリー景子。
2022年3月時点 未CD化。

## 収録曲
1. あのとき僕たちは [3:58]
作詞：岩谷時子/作曲・編曲：鈴木邦彦
2. メイビー
作詞・作曲：リチャード・バレット/訳詞：永田英二/編曲：鈴木邦彦